# Ronit Yurovsky
Ronit Yurovsky (* 3. Dezember 1993) ist eine ehemalige US-amerikanische Tennisspielerin.

## Karriere
Yurovsky spielt vor allem Turniere des ITF Women’s Circuit, wo sie bislang zwei Turniere im Doppel gewonnen hat.
Beim American Collegiate Invitational 2016 stand sie im Finale gegen Danielle Collins, der sie mit 2:6 und 4:6 unterlag.
Ihr bislang letztes internationale Turnier spielte Yurovsky im Juli 2018. Sie wird daher nicht mehr in der Weltrangliste geführt.

## Turniersiege

### Doppel
| Nr. | Datum           | Turnier    | Kategorie   | Belag     | Partnerin            | Finalgegnerinnen                                   | Ergebnis          |
| --- | --------------- | ---------- | ----------- | --------- | -------------------- | -------------------------------------------------- | ----------------- |
| 1.  | 17. Juli 2016   | Winnipeg   | ITF $25.000 | Hartplatz | Francesca Di Lorenzo | Marie-Alexandre Leduc Charlotte Robillard-Millette | 1:6, 7:5, [10:6]  |
| 2.  | 2. Oktober 2016 | Stillwater | ITF $25.000 | Hartplatz | Emina Bektas         | Giuliana Olmos Nazari Urbina                       | 6:4, 6:76, [10:6] |